# Friedrich Gürtler
Friedrich Gürtler (født 15. april 1933 Dresden) er en tysk-dansk pianist, der har været bosat i København siden 1951. Efter studier på Det Kgl. Danske Musikkonservatorium debuterede han i 1958 og har siden 1962 været ansat som docent samme sted. Han var 1976-79 rektor for konservatoriet. Han har optrådt talrige gange som solist og er desuden kendt som en fremragende akkompagnatør for især danske sangere. Medvirker på Dansk Musik Antologi's serie med indspilninger af danske romancer af Peter Heise og Peter Erasmus Lange-Müller.